# Теллурид иттербия(II)
Теллурид иттербия(II) — бинарное неорганическое соединение
иттербия и теллура с формулой YbTe,
кристаллы.

## Получение
- Реакция чистых веществ в инертной атмосфере:

{\displaystyle {\mathsf {Yb+Te\ {\xrightarrow {800-1000^{o}C}}\ YbTe}}}

## Физические свойства
Теллурид иттербия(II) образует кристаллы
кубической сингонии,
пространственная группа F m3m,
параметры ячейки a = 0,6353 нм, Z = 4.
Обладает полупроводниковыми свойствами.